# Paolo IV di Costantinopoli
Paolo IV (in greco Παύλος?; Salamina, ... – 784) è stato patriarca di Costantinopoli dal 780 al 784.

## Biografia
Nativo di Cipro, più precisamente da Salamina, era un lector o diacono.
Il 20 febbraio 780 succedette a Niceta come patriarca di Costantinopoli. Le cronache narrano che accettò dopo molte resistenze la carica, perché, essendo iconodulo, non intendeva giurare di non essere un adoratore delle immagini, ma alla fine accettò la carica.
Nel 784 cadde malato e, pentitosi per aver accettato la carica di patriarca giurando di non essere un veneratore di immagini, il 31 agosto abbandonò la carica senza informare l'Imperatore Costantino VI e l'Imperatrice madre (e reggente dell'Impero) Irene e si ritirò nel monastero di Phloros. Costantino e Irene inviarono quindi messi a lui per sapere i motivi del suo ritiro, ed egli rispose che si era pentito di aver accettato la nomina a patriarca giurando di non essere un veneratore delle immagini e non intendeva correre il rischio di essere anatemizzato dall'intera Chiesa in un prossimo concilio nel caso perisse in carica; ribadiva la necessità di un concilio ecumenico che ripristinasse l'ortodossia abolendo l'iconoclastia; suggerì anche di nominare come suo successore Tarasio, ritenuto la persona adatta a tal fine.
 Secondo altre fonti fu proprio l'imperatrice Irene che lo convinse a dimettersi per poter poi così nominare patriarca Tarasio, a lei fedele.
Paolo perì nello stesso anno.